# Cattedrale di Astorga
La cattedrale di Santa Maria (in spagnolo: Catedral de Santa María) è il principale luogo di culto del comune di Astorga, in Spagna, sede vescovile dell'omonima diocesi.

## Storia
La cattedrale attuale fu costruita in stile gotico, forse su disegni degli architetti Giovanni e Simóne da Colonia, a partire dal 16 agosto 1471, sul luogo dove già esisteva un tempio romanico consacrato nel 1069 e, in precedenza, una chiesa anteriore. Con una pianta rettangolare con cappelle absidali stellate, molto luminose e chiare, ha una vicinanza architettonica al gotico tedesco.
Nei secoli successivi fu costruita il portale sud e le due cappelle perpendicolari alla navata in stile rinascimentale su disegni di Rodrigo Gil de Hontañón, e la facciata principale in stile barocco (XVIII secolo).
L'edificio subì numerosi danni a causa del terremoto di Lisbona del 1755 e, successivamente, per mano delle truppe di Napoleone Bonaparte durante la guerra d'indipendenza spagnola.

## Esterni
La chiesa, che segue a grandi linee la struttura basilicale gotica, si presenta all'esterno con tre navate e tre absidi poligonali, al termine delle navate, con due contrafforti a segnare un falso transetto. Nella parte nord, è addossata la sagrestia, con cupola e lanterna.

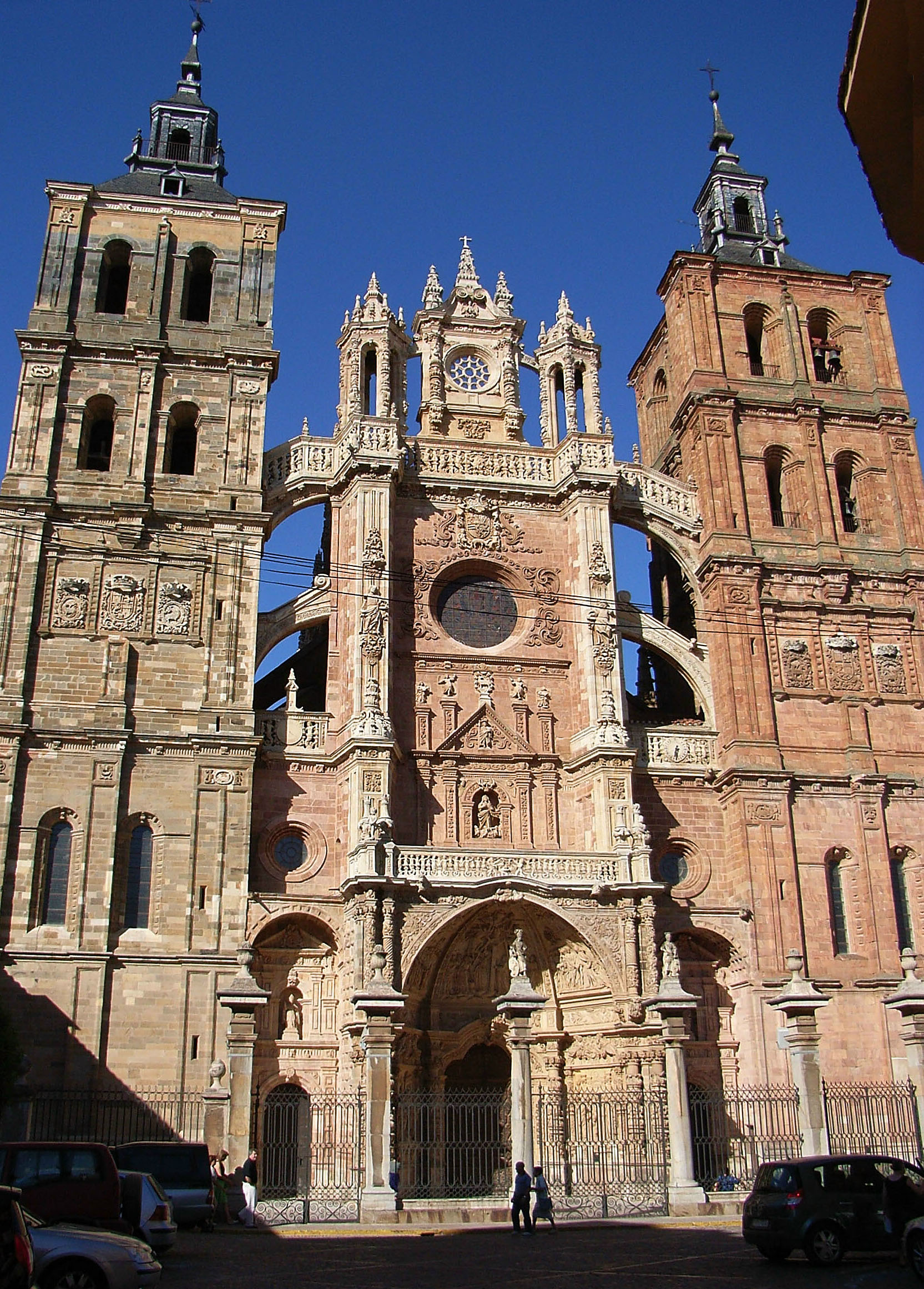
La facciata principale.

La facciata principale (fine secolo XVII - 1710), degli architetti Francisco e Manuel de la Lastra Alvear e, nell'ultimo periodo, Pablo Antonio Ruiz, è il trionfo dello stile barocco. Si presenta come un grande retablo in pietra, con tre porte in basso chiuse da due campanili che si ricollegano alla facciata con un contrafforte e un balconcino, e due pinnacoli in stile barocco. La porta centrale occupa uno spazio più grande ed è separata dalle altre due da colonne molto elaborate. Nel suo arco, il cui spazio trilobato è segnato da colonne e chiuso da un'immagine dell'Assunzione, sono raffigurate quattro scene del Vangelo: Purificazione del Tempio, Parabola della moglie adultera, due Guarigioni e la Discesa dalla Croce. Sopra la porta, il timpano contiene una rappresentazione di Santiago che ristora i pellegrini, fiancheggiata da statue di San Pietro e San Paolo. Più in alto il rosone che rappresenta Cristo resuscitato, e, una balaustrata con decorazione grottesca, un altro rosone più piccolo che termina con pinnacoli barocchi e motivi floreali, e, infine, la croce con sotto la rappresentazione del Pellicano.
Le due torri gemelle (ultimo terzo del secolo XVII), con conci di colori che variano dal verde al rosa, si concludono con capitelli di ardesia.
La facciata sud (1551), in stile rinascimentale, presenta due corpi e un frontone. La porta, delimitata da colonne con capitelli platereschi e chiusa da un arco a tutto sesto su cui spiccano due medaglioni con gli apostoli Pietro e Paolo. Il timpano, ornato con merlature, contiene un'effigie del Padre Eterno benedicente. Sopra, una nicchia semicircolare contiene l'Assunta circondata da angeli.

## Interno

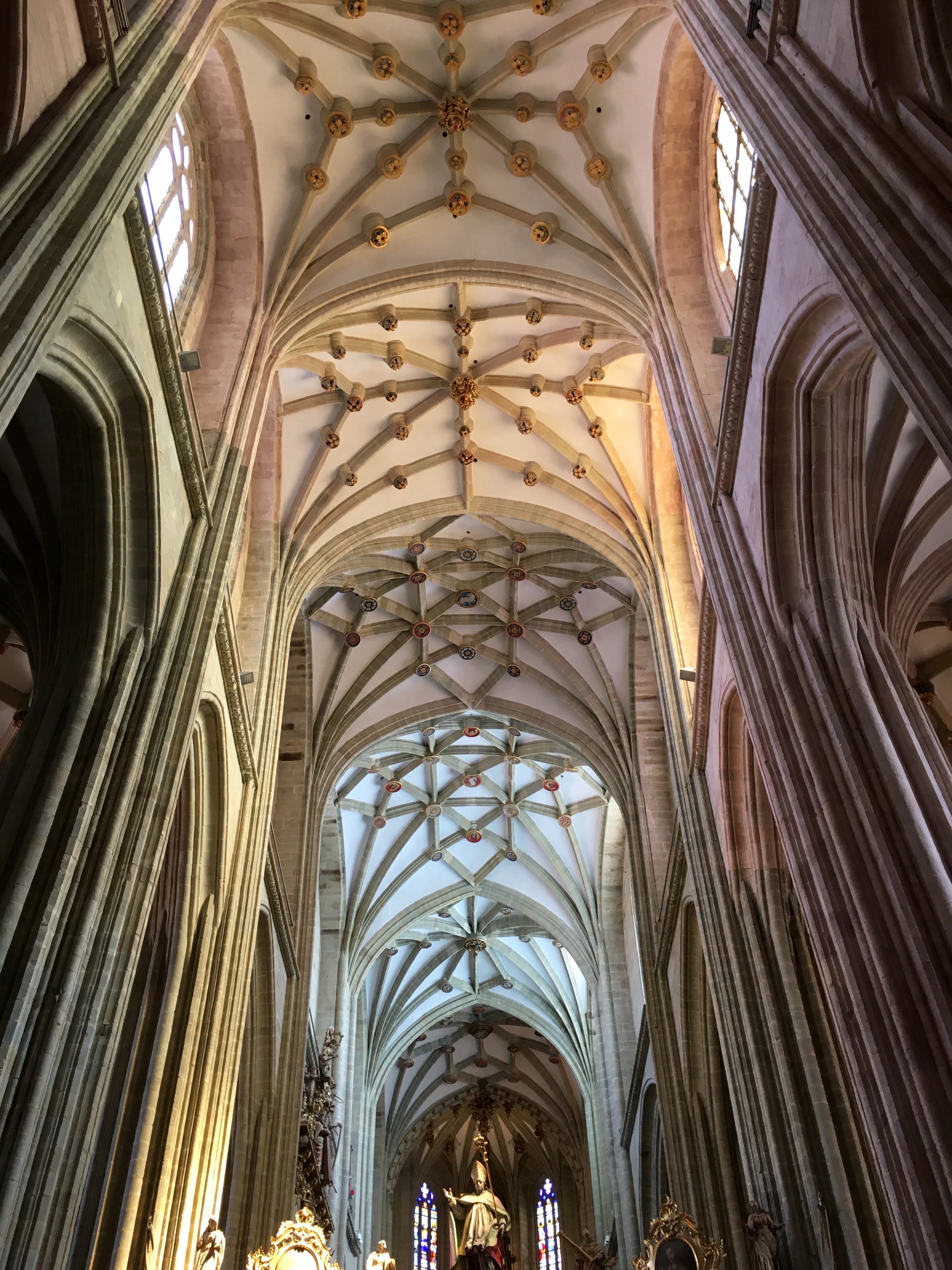
Interno.

L'interno, a tre navate, è ricoperto da volte a crociera sostenute da colonne classiche striate, ornate con teste di re e profeti. La volta del coro ha diciotto archi e la chiave di volta rappresenta un fiore policromo ornato con aquile e angeli con strumenti musicali.
Alle pareti delle navate sono collocati alcuni interessanti retabli.
Tra questi, il Retablo di Santa Teresa di Gesù (1622), in stile manierista, disegnato da Francisco Ruiz e con pitture di Juan de Peñalosa. In una nicchia al centro la statua della santa in legno policromo, con rappresentazioni di santi perfettamente identificabili; il Retablo della Purissima (1627) di Gregorio Fernández con pitture di Juan de Peñalosa, la cui statua al centro è delimitata da una coppia di colonne tortili; il Retablo di San Giovanni Battista (1660) di Antonio López, con pitture di José Antonio Delgado y Miguel de Salces. La scultura, in cui si apprezza la profonda conoscenza dell'anatomia umana del suo autore, Mateo de Prado, rappresenta il santo che ascolta la parola di Dio in un paesaggio scolpito da Pedro del Valle; il Retablo di San Michele (1530), in stile fiammingo con elementi gotici e platereschi, dipinto a olio dal maestro di Astorga, con scene della Passione di Cristo, e una statua della Vergine, nella nicchia superiore al centro.
Nel presbiterio, il retablo policromo dell'altare maggiore (1584) commissionato attraverso un concorso, è uno dei capolavori del romanismo dello scultore Gaspar Becerra. Con un telaio di colonne e frontoni classicisti, è diviso in tre corpi orizzontali e cinque verticali. Al centro, la composizione sporgente rispetto alle altre, rappresenta l'Assunzione e l'Incoronazione della Vergine. Tutto il resto dell'iconografia rappresenta Scene della vita di Cristo e della Vergine, con un Calvario in alto di grande proporzioni. Al centro della predella, è posto il santuario. Sui lati statue delle Virtù.

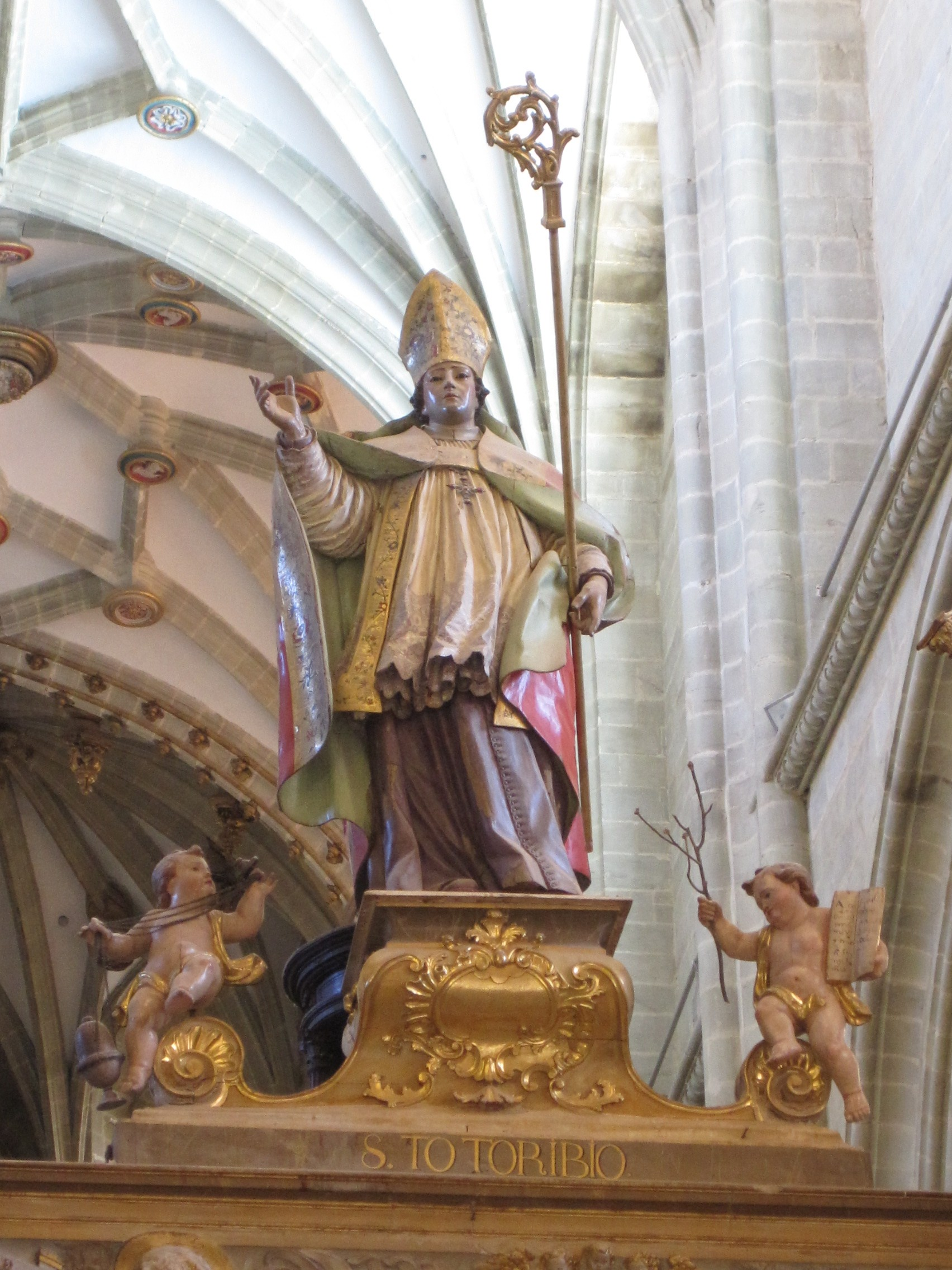
La statua del vescovo e santo Turibio di Astorga

Il coro (1530-1547), chiuso da una cancellata in ferro, bronzo e legno, opera di Lázaro de Azcaín su disegni di Juan Tomás e Juan Bautista Celma con, in alto, un Crocifisso di legno opera di Gregorio Español e del suo allievo Diego de Gamboa, occupa le ultime due campate della navata centrale. In stile fiammingo con 42 sedili nella parte bassa e 55 nella parte in noce verde smeraldo è opera di Giovanni da Colonia, Nicolás da Colonia, Tomás Mitata, Roberto Memorancy e Pedro del Camino che realizzarono un ampio programma iconografico sull'Antico (livello più basso) e Nuovo Testamento (secondo livello). Nella prima campata è collocato l'organo barocco con 2830 canne e 3 tastiere. La parte posteriore è, invece, chiuso da una cappella, delimitata da una ringhiera, in cui si mostra un retablo in marmo, diaspro, alabastro e bronzo. Il retablo ha tre corpi, i due laterali avanzati con sculture di San Pietro e San Paolo, e quello centrale, che termina con frontone triangolare ed è delimitato da colonne con capitelli ionici, con nicchia che accoglie una statua della Vergine di Valvanera e sopra, statua del vescovo San Turibio.
Nella cappella absidale della navata sinistra, oggi chiamato del Santuario, è collocato un retablo della Vergine della Maestà, classicista, in legno dorato e policromo disegnato da Lupercio Getino e Mateo Flores, dipinto da Juan de Peñalosa e con sculture di angeli di Gregorio Español (1622). Al centro la statua della Vergine della Maestà (inizio secolo XII), in legno di pero dipinto a tempera e placcato in argento, è un reliquiario che conteneva al suo interno schegge della Vera Croce e latte della Madonna.
Nella cappella absidale della navata destra, è collocato il Retablo di San Girolamo (1660), in legno dorato rimarcato da colonne striate con capitelli corinzi, di un architetto del monastero dell'Escorial, con dipinti a olio di Bartolomé Vicente (1659) e scultura scenografica di Lucas Gutiérrez (1660) del santo in una caverna a Betlemme.
Il chiostro neoclassico (1755), con cinque arcate in ogni lato unite da colonne ioniche, si deve all'opera di Gaspar López.
La sagrestia (1772), opera neoclassica di José Francisco Terán, contiene un grande reliquiario rococò in legno dorato, chiuso in alto da una figura della Madonna e con tele di San Gennadio e San Turibio visibili quando è chiuso. Sopra due porte statue di San Dictino e San Efrem.